# Vicente Aleixandre
Vicente Aleixandre vlastním jménem Vicente Pío Marcelino Cirilo Aleixandre y Merlo (26. dubna 1898, Sevilla – 14. prosince 1984, Madrid) byl španělský básník, příslušník Generace 27. Byl silně ovlivněn surrealismem. Byl označován za mistra volného verše. Je nositelem Nobelovy ceny za literaturu za rok 1977. Byla mu udělena za "tvůrčí básnické psaní, které osvětluje stav člověka v kosmu a v současné společnosti a zároveň představuje velkou obnovu tradic španělské meziválečné poezie".
Byl synem železničního inženýra. Vystudoval právo a obchodní management. Během španělské občanské války onemocněl tuberkulózou. Po ní byla jeho poezie ve Španělsku zakázána, ale zákaz byl zrušen v roce 1944. V roce 1949 byl zvolen do Španělské královské akademie. Od prosince 2018 je po něm pojmenována stanice madridského metra.

## Dílo
- Seznam děl v Souborném katalogu ČR, jejichž autorem nebo tématem je Vicente Aleixandre
- Ámbito (1928)
- Espadas como labios (1932)
- Sombra del paraíso (1944)
- Historia del corazón (1954)
- Los encuentros (1958)
- En un vasto dominio (1962)
- Poemas de la consumación (1968)
- Sonido de la guerra (1972)
- Diálogos del conocimiento (1974)
- En gran noche (1991)